# 4195 Esambaev
4195 Esambaev (1982 SK8) là một tiểu hành tinh vành đai chính được phát hiện ngày 19 tháng 9 năm 1982 bởi L. I. Chernykh ở Nauchnyj.